# Acjachemen
Os Acjachemen ( /ɑːˈxɑːtʃəməm/, grafia alternativa: Acagchemem ) são um povo indígena da Califórnia . Mapas publicados frequentemente mostram suas terras ancestrais se estendendo da praia às montanhas, ao sul do que hoje é conhecido como Aliso Creek, no condado de Orange, até o Las Pulgas Canyon, na parte noroeste do condado de San Diego . No entanto, fontes também mostram que os Acjachemen compartilhavam territórios com outras nações indígenas, tão ao norte quanto Puvunga, na contemporânea Long Beach.
Os colonizadores espanhóis chamaram os Acjachemen de Juaneños, após seu batismo na Missão San Juan Capistrano no final do século XVIII. Hoje, muitos membros contemporâneos das organizações de descendentes dos Acjachemen preferem o termo Acjachemen como seu autônimo, isso é, o nome que dão a si mesmos. O nome é derivado da vila de Acjacheme, que estava a aproximadamente 50 metros do local onde a Missão de San Juan Capistrano foi construída em 1776.
Acjachemen, como idioma, não possui falantes fluentes. Os estudiosos Acjachemen entendem que ele está intimamente relacionada com a Língua luiseña do povo vizinho Payómkawichum (Luiseño). Luiseño tem falantes fluentes.

## Pré-colonização

Mapa das comunidades de Acjachemen

As histórias de origem e criação do Acjachemen representam sua história no Sul da Califórnia como o começo do início dos tempos. Arqueólogos argumentam que há presença Acjachemen na região a pelo menos 10 mil anos.
Na era que precede a colonização espanhola, os Acjachemen residiam em vilas permanentes e bem definidas, e em acampamentos sazonais. As populações dos vilarejos variavam entre 35 e 300 habitantes, consistindo de uma única linhagem familiar nas vilas menores, e de um clã dominante juntamente com outras famílias nos povoados maiores. Cada clã tinha seu próprio território de recursos e era "politicamente" independente; laços com outros vilarejos eram mantidos por conexões econômicas, religiosas e sociais na região próxima. A elite social (composta de famílias governantes, chefes de linhagens e outros especialistas cerimoniais), uma classe média (famílias estabelecidas e bem sucedidas), e pessoas desconectadas, ou famílias nômades e cativos de guerra formavam as três hierarquias sociais.
A liderança nativa consistia no Nota, ou chefe do clã, que conduzia a comunidade em ritos e regulava a vida cerimonial juntamente com o conselho dos anciãos (puuplem), que era formado de chefes de linhagens e especialistas cerimonais por direito próprio. Esse corpo tomava decisões em relação a questões da comunidade, que então eram postas em prática pelo Nota e seus subordinados. Embora a organização da tendas residenciais nos vilarejos não fosse regulamentada, o recinto cerimonial (vanquesh) e a casa do chefe na maioria das vezes se localizavam no centro
Os Acjachemen sobreviviam por meio da colheita e processamento de nozes, gramas, sementes e marisco da baía. Eles tinham a preferência alimentar por pássaros e pequenos mamíferos, como coelhos. Eles transformaram ossos de animais em armas, ferramentas e joias.

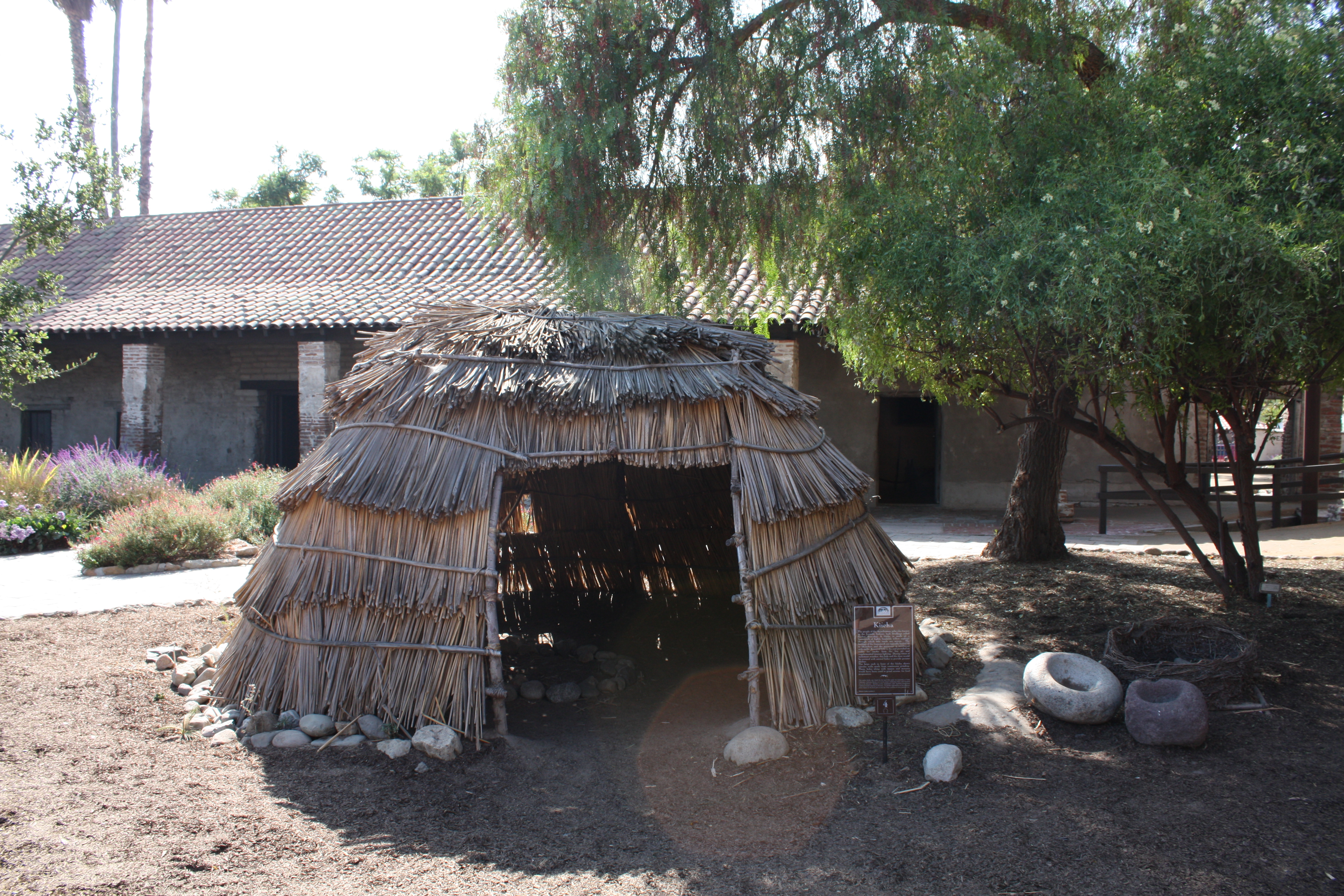
Reconstrução de tenda Acjachemen na Missão de San Juan Capistrano

Reconstrução de tenda Acjachemen na Missão de San Juan Capistrano Eles voltaram um ano depois para começar a construir e converter a população Acjachemen. A maioria dos novos convertidos eram frequentemente crianças, que poderiam ter sido trazidos por seus pais para "fazer alianças com os missionários, não somente porque possuíam novos conhecimentos e bens mas porque também representavam uma ameaça de força." Presença militar espanhola garantia a continuação do sistema de missões.
Em 1776, quando o Padre Serra se aproximou de território Acjachemen com um soldado espanhol e um "neófito", um nativo recentemente batizado e um tradutor espanhol, uma "multidão de índios [Acjachemen] pintados e bem armados, alguns dos quais colocaram flechas em seus arcos como se tivessem a intenção de matar os intrusos espanhóis" cercaram o grupo de Serra. O "neófito" informou os Acjachemen que atacar só resultaria em ainda mais violência do exército espanhol. Como resultado, os Acjachemen "desistiram, cientes da séria ameaça que uma retaliação militar reprsentava".
Embora, antes de 1783, aqueles que haviam se convertido, conhecidos como "Juaneños, tanto crianças quanto adultos, representavam uma pequena porcentagem da população Acjachemen, tudo isso mudou entre 1790 e 1812, quando a grande maioria dos que permaneciam não convertidos foram batizados." Colonizadores espanhóis se referiam aos Acjachemen como Juaneño. Os Acjachemen foram designados Juaneños por padres espanhóis pelo processo batismal feito na Missão de San Juan Capistrano, nomeada em homenagem ao São Juan Capistrano na Espanha . Muitas outras tribos locais receberam nomes de forma similar (Kizh (pronunciado keech) – Gabrieleño; nomeado em homenagem à Missão San Gabriel ). 
Durante o fim do século XVIII, a economia da missão se estendia por todo o território dos Acjachemen. Vilarejos Acjachemen ainda tinham "acesso a áreas específicas de caça, coleta e pesca" e "dentro dessas áreas coletivamente a, aldeões ainda possuíam propriedade privada." No entanto, o sistema de de posse de terras indígena foi antes paralelizado e então minado pelo sistema da missão e pela colonização. Os espanhóis transformaram a zona rural em pastagens para gado e horticultura. Entre 1790 e 1804, "os rebanhos da missão aumentaram em tamanho de 8.034 cabeças para 26.814 cabeças".
Conforme doenças europeias também começaram a dizimar a população rural, o domínio e poder das missões espanholas sob os Acjachemen só cresceu." Em 1812, a missão estava no auge de seu crescimento: "3.340 pessoas haviam sido batizadas na missão, e 1.361 Acjachemen residiam nos complexos da missão." Após 1812, a taca de Acjachemen que morriam passou o número dos que eram batizados. Em 1834, a população de Acjachemen tinha caído para aproximadamente 800.
Os Acjachemen resistiam assimilação praticando suas cerimônias culturais e religiosas, atuando danças sagradas e rituais de curas tanto nos vilarejos quanto nos complexos da missão. Missionários tentavam impedir "formas indígenas de conhecimento, autoridade e poder" de passarem para as gerações mais novas ao colocar crianças indígenas recém batizadas em monjeríos "longe de seus pais da idade de aproximadamente sete anos até se casarem." Crianças e adultos nativos eram punidos por desobedecer padres espanhóis com confinamento e chicotadas. A lógica por trás dessas práticas duras era "integral para a crença e prática católica ”. Jerónimo Boscana, um missionário em San Juan entre 1812 e 1822, admitiu que, apesar do tratamento duro, as tentativas de converter nativos para as crenças e tradições cristãs eram extremamente mal sucedidas: "Todos os missionários na Califórnia, declara Boscana, concordariam que um verdadeiro crente era uma exceção rara."

## Emancipação da Missão de San Juan e governo mexicano

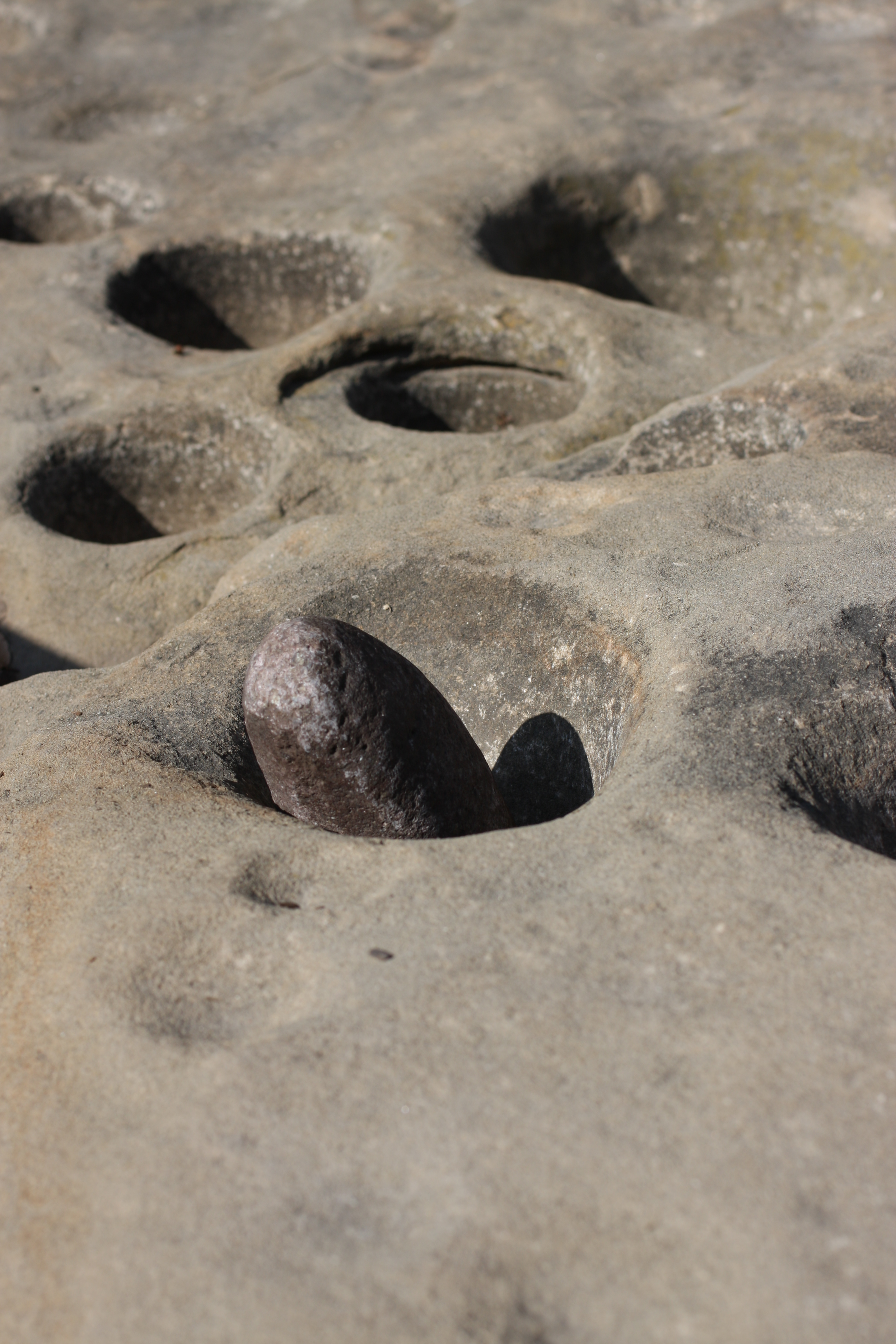
Morteiros Acjachemen

O governador José María de Echeandía, o primeiro governador mexicano da Alta Califórnia, emitiu uma "Proclamação de Emancipação" (ou " Prevenciónes de Emancipacion ") em 25 de julho de 1826, que libertou os povos nativos da Missão de San Diego, Santa Bárbara e Monterey . Quando a notícia disto se espalhou para outras missões, inspirou uma resistência generalizada ao trabalho e até mesmo uma revolta aberta. Em San Juan, "o missionário afirmou que se os 956 neófitos residentes na missão em 1827 fossem 'gentilmente implorados para irem trabalhar', eles responderiam dizendo simplesmente que eram 'livres'". Após a lei de secularização mexicana de 1833, “os neófitos alcades solicitaram que fossem concedidos à comunidade os terrenos envolventes à missão, que os Acjachemen tinham irrigado e agora utilizavam para se sustentar”.
Resíduos de fauna terrestre e marinha, recipientes para armazenamento de alimentos, produtos artesanais especializados, artefatos rituais culturalmente associados a linhagens de clãs de elite e conexões comerciais inter-regionais foram encontrados na aldeia Puhú.
No entanto, embora os Acjachemen "pedissem e recebessem vilas", "raramente" havia algum documento legal emitido, o que significava que a terra "nunca foi oficialmente cedida" a eles seguindo a emancipação, contra o qual protestaram enquanto outros invadiam o seu território tradicional. Embora as concessões de rancho emitidas pelo governo mexicano nas terras da missão de San Juan "tenham sido feitas no início da década de 1840, os direitos dos índios às terras de suas aldeias não foram reconhecidos". Embora os Acjachemen agora estivessem "livres", eles estavam "cada vez mais vulneráveis a serem forçados a trabalhar em projetos públicos" se fosse determinado que eles tinham "revertido" a um estado de dependência de frutas selvagens ou negligenciassem plantações ou gado" ou falhassem de outra forma a continuar praticando os métodos impostos pelos espanhóis de criação de animais e horticultura. Por causa da falta de reconhecimento formal, "a maior parte do que era território Acjachemen foi incorporado aos ranchos Califórnios em 1841, quando a Missão de San Juan virou um povoamento."
A formação do pueblo de San Juan foi um resultado direto das ações dos colonos de San Diego, que pediram ao governo para ganhar acesso às terras do território da missão. Antes da formação do pueblo, os "mais ou menos cem Acjachemen vivendo lá" foram questionados se eles estavam a favor ou contra essa mudança: setenta voltaram a favor, enquanto trinta, em sua maioria mais velhos, Acjachemen se opuseram "possivelmente porque eles não queriam viver entre Californios." A formação do pueblo de San Juan deu aos Californios e famílias Acjachemen solars, ou muitas casas, e suertes, ou pedaços de terra em que plantar colheitas

## Ocupação americana, genocídio e conquista territorial

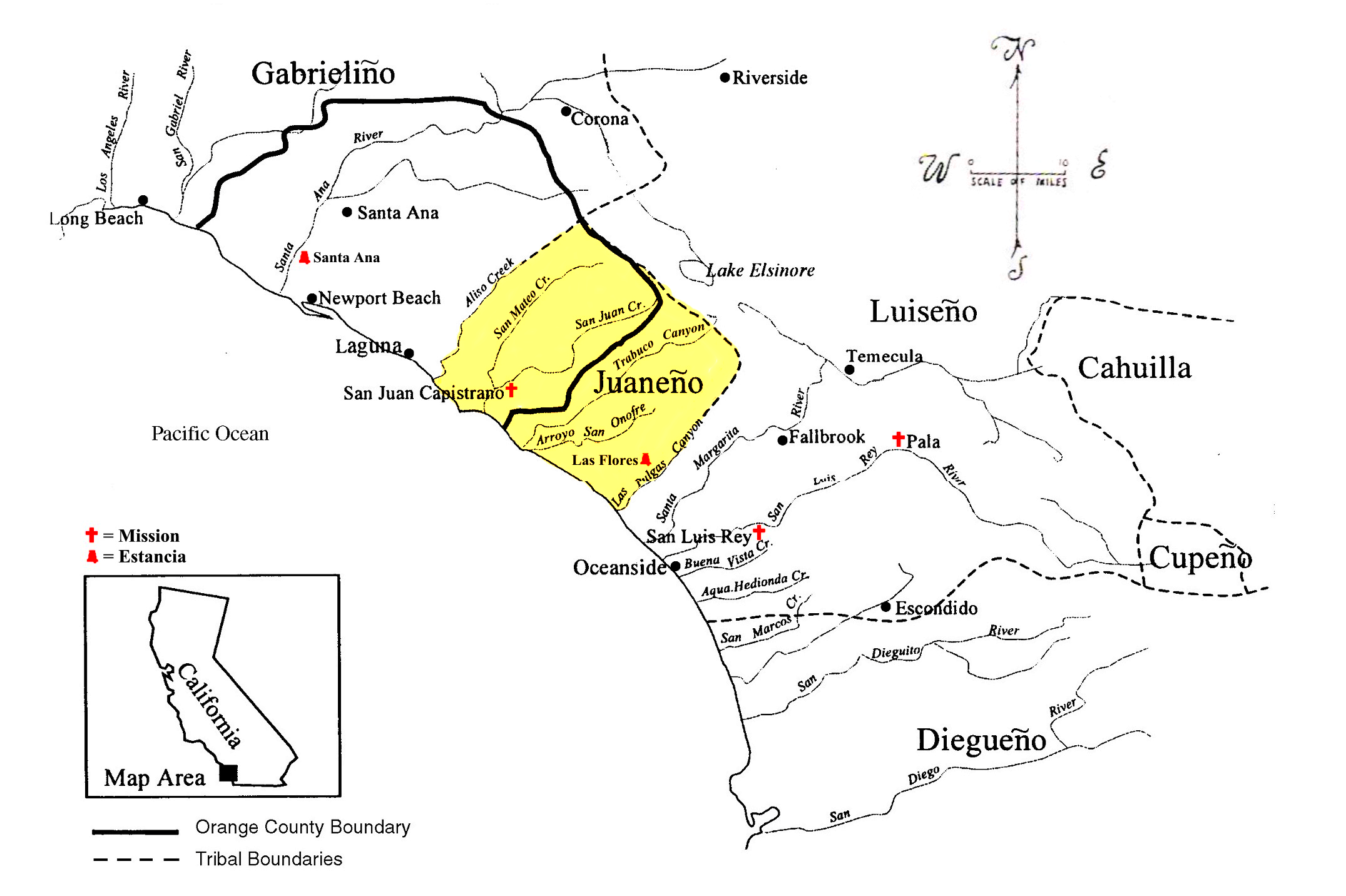
As fronteiras territoriais das tribos indígenas do do sul da Califórnia com base no dialeto, incluindo os grupos linguísticos Cahuilla, Cupeño, Diegueño, Gabrieliño, Juaneño (em destaque) e Luiseño.

Seguindo a ocupação americana da California em 1846 e o Tratado de Guadalupe Hidalgo em 1848, "povos indígenas por toda a Califórnia foram arrastados para os 'ciclos de conquista' iniciados pelos espanhóis." Durante os anos 1850 somente, a população indígena da Califórnia caiu 80 por cento. Qualquer direito a terra que os povos nativos tinham sob comando mexicano foi completamente acabado com a ocupação estadunidense, conforme mencionado no Artigo 11 do tratado: "Uma boa parte dos territórios que, pelo presente tratado, devem ser compreendidos pelo futuro dentro dos limites dos Estados Unidos, está agora ocupada por tribos selvagens." Conforme o governo dos Estados Unidos declarou seu direito de policiar e controlar povos Nativos, as "reclamações dos índios que tinham adquirido terra na formação de 1841" do pueblo de San Juan, "foram igualmente ignoradas, apesar das evidências de que a comissão de terra [americana] tivesse dados fundamentando esses títulos Juaneños."
Em 1860, os Acjachemen eram registrados no censo "com nomes de batismo espanhóis e sem sobrenome; as ocupações de 38 por cento de seus chefes de família não foram registradoas; e eles possuíam somente 1 por cento da terra e 0,6 por cento dos bens (incluindo gado, itens de casa e prata ou ouro). Foi registrado que 30 por cento de todas as casas eram chefiadas por mulheres "que ainda viviam em San Juan, nos lotes de terra que haviam sido distribuídos em 1841" sob governo mexicano. Foi relatado que "pouco depois que o censo foi tomado, a população inteira começou a deixar a área para ir para vilas ao sudeste de San Juan." Uma epidemia de varíola em 1862 tirou.a vida de 129 Acjachemen em um único mês, isso de uma população agora de "somente uns 227 índios". O restante dos Acjachemen se estabeleceram entre os Luiseño, com quem eles "compartilhavam similaridades linguísticas e culturais, laços familiares e histórias coloniais." Mesmo depois de sua recolocação entre várias vilas Luiseño, "San Juan permaneceu uma importante cidade para os Acjachemen e outros indígenas conectados a ela" então no "final do século XIX indivíduos.e famílias frequentemente iam e voltavam entre essas vilas e San Juan para trabalho, residência, eventos familiares e festivais."
Ocupação estadunidense resultou em um aumento de poder e fortuna para imigrantes europeus e anglo-americanos possuírem terra e propriedade nos anos 1860, "em um grande contraste com o padrão entre californios, mexicanos e indígenas." Nas cidadelas de Santa Ana e San Juan Capistrano, a maioria dos californios perdeu seus ranchos nos anos 1860. Em 1870, os imigrantes europeus e anglo-americanos possuíam 87 por cento do valor de terras e 86 por cento dos bens. Povos nativos foram de possuir 1 por cento do valor de terra e bens, como registrado no censo de 1860, para 0 por cento em 1870. Anglo-americanos se tornaram a maioria da população em meados da década de 1870, e as cidades em que eles residiam "eram caracterizadas por uma explícita falta de diversidade étnica." Nos anos 1890, uma escola primária permanente foi construída em San Juan. No entanto, até 1920, para educação depois da sexta série, "estudantes tinham que se realocar para Santa Ana–uma impossibilidade para a grande maioria das famílias Californio e Acjachemen”.

## Religião
Frei Gerónimo Boscana, um estudioso franciscano que ficou situado em San Juan Capistrano por mais de uma década a partir de 1812, compilou o primeiro estudo compreensivo de práticas religiosas Acjachemen. Conhecimento religioso era secreto, e a religião prevalente, chamada Chinigchinich, colocava chefes de vilarejos na posição de líderes religiosos, um arranjo que dava aos chefes mais poder sobre seu povo. Boscana dividiu os Acjachemen em duas classes: os "Playanos" (que viviam ao longo da costa) e os "Serranos" (que habitavam as montanhas, três a quatro ligas da Missão). As crenças religiosas dos dois grupos relacionadas à criação divergiam consideravelmente. Os Playanos sustentavam que um ser todo-poderoso e invisível chamado "Nocuma" criou a terra e o mar, juntamente com todas as árvores, plantas e animais do céu, da terra e da água neles contidos. Os Serranos, por outro lado, acreditavam em duas existências distintas, mas relacionadas: a “existência acima” e a “existência abaixo”. Esses estados de ser eram "totalmente explicados e indefinidos" (como irmão e irmã), e foram os frutos da união dessas duas entidades que criou "...as pedras e areias da terra; então as árvores, arbustos, ervas e grama; então animais...". O "Homem das Estrelas" desenhado por Jean Goodwin se tornou uma imagem icônica com os Acjachemen e é frequentemente visto em arte e selos da tribo.

## Idioma
O idioma Acjachemen está relacionada ao idioma Luiseño falado pelo povo Luiseño próximo, situado no interior. Considerados falantes de um dialeto do Luiseño, os Juaneño faziam parte do subgrupo cupano das línguas uto-astecas . Uto-asteca do norte (Northern Uto-Aztecan, ou NUA) é dividida em quatro ramos: Numic, Tubatrlabalic, Takic, e Hopic. Takin inclui sete idiomas: Kitanemuk, Serrano (incluindo Vanyume), Gabrielino (incluindo Fernandeńo), Luiseño (incluindo Acjachemen), Cahuilla, Cupeño, e Tataviam
Seu idioma se tornou extinto no início do século XX. O povo está trabalhando em revivê-lo, com vários membros o aprendendo. Seus estudos são baseados na pesquisa e registros de Anastacia Majel e John P. Harrington, que registrou o idioma em 1933. (As gravações ressurgiram por volta de 1955.) 

## Organizações contemporâneas
1. ↑  The appellation Juaneño does not necessarily identify a specific ethnic or tribal group, as the Spanish sometimes gathered diverse peoples to live and work as servants and slaves at their missions.

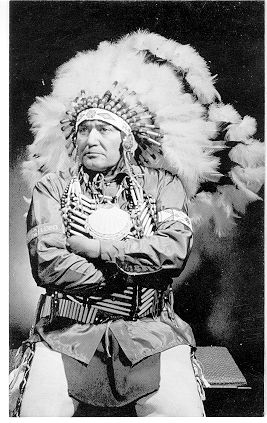
Clarence H. Lobo (1912–1985), eleito porta-voz do Bando Juaneño de Índios Missionários, de 1946 a 1985. Lobo usava um cocar de estilo simples, embora isso não fosse costumeiro para os Acjachemen.

Várias organizações hoje se identificam como representantes dos descendentes de Acjachemen. Nenhum deles é reconhecido federalmente, e o estado da Califórnia não tem nenhum processo para criar tribos reconhecidas pelo estado .
Nos anos 1990, a Nação Acjachemen se dividiu em três governos diferentes, todos reivindicando sua identidade como Bando Juaneño de Índios Missionários, Nação Acjachemen.
Essas organizações não reconhecidas incluem:
1. Bando Juaneño de Índios Missionários, Nação Acjachemen, San Juan Capistrano, CA (Requerente 84A, originalmente conhecido como grupo Belardes e agora referido como 84A) [24][25]
2. Bando Juaneño de Índios Missionários, Nação Acjachemen, Santa Ana, CA (Requerente 84B) [24][26]
3. Bando Juaneño de Índios Missionários, Nação Acjachemen (Romero), Santa Ana, CA[24]

O Bando Juaneño de Índios Missionários, Nação Acjachemen (84A), com sede em San Juan Capistrano, elege um conselho tribal, auxiliado por anciãos tribais. Eles têm mais de 2.800 membros inscritos.[carece de fontes?]
Em 1993, uma Assembleia de Resolução Conjunta No. 48 foi requerida no estado da Califórnia, que "homenageou o Presidente e o Congresso dos Estados Unidos ao declarar o Bando Juaneno de Índios Missionários, Nação Acjachemen, como a tribo aborígine do Condado de Orange."
O Bando Juaneno de Índios Missionários, Nação Acjachemen 84A, solicitou reconhecimento federal em 1999. Em 26 de novembro de 2007, o Bureau of Indian Affairs recusou a petição por não atender a quatro dos sete critérios obrigatórios.
Apesar da falta de reconhecimento federal, em 2008 a comunidade Acjachemen obteve sucesso em proteger um local sagrado de ser profanado por uma estrada com pedágio. Eles também chegaram a um acordo legal com a CSULB para proteger as terras de Puvungna, onde a universidade está parcialmente situada. A universidade fez diversas promessas para manter a integridade do local.
No século XXI, a tribo entrou com uma reivindicação de terras, buscando recuperar o território da antiga Estação Aérea do Corpo de Fuzileiros Navais El Toro . Esta terra havia pertencido a eles como uma Rancheria Indígena até a década de 1930. Na época, o governo dos Estados Unidos comprou o terreno para uso como instalação de defesa.[carece de fontes?]
Em maio de 2013, o grupo 84A da Nação Acjachemen votou por eleger o primeiro conselho tribal formado exclusivamente por mulheres em sua história.
Em maio de 2013, o grupo 84A da Nação Acjachemen votou por eleger o primeiro conselho tribal formado exclusivamente por mulheres em sua história Vila Putuidem, um parque de 1,5 acre (0,61 ha) em San Juan Capistrano, parte de suas originais, que comemora sua história.
Em 10 de julho de 2021, um dos grupos da Nação Acjachemen 34A elegeu um novo conselho tribal, com Heide Lee Lucero, Presidente; Dr. Richard Rodman, Vice Presidente; Ricky Hernandez, Tesoureiro; Georgia "Chena" Edmunson, Secretária; Sabrina Banda, Membro Geral; e Ruth "Cookie" Stoffel, Membro Geral.

## Acjachemen notáveis
- José de Grácia Cruz, Pai de Paul Arbiso, sineiro, e artesão.
- Bobbie Banda, uma anciã auto-intitulada que estabeleceu programas de educação de nativos americanos em escolas públicas.[30]
- L. Frank, artista, autora, e ativista de idiomas indígenas.
- Clarence H. Lobo (1912–1985), chefe, lobista e porta-voz dos Acjachemen por 39 anos que "foi responsável pela administração Johnson reembolsando aos índios da Califórnia US$ 2,9 milhões pela perda de suas terras".[33] Em setembro de 1994, a Escola Primária Clarence Lobo foi inaugurada em San Clemente como parte do Distrito Escolar Unificado Capistrano . Foi a primeira escola na Califórnia a receber o nome de um líder nativo americano.[34]

### Trabalhos citados
- Bean; Blackburn, eds. (1976). Native California: A Theoretical Retrospective. Socorro, New Mexico: Ballena Press
- Boscana, Gerónimo, O.F.M. (1933).  Hanna, Phil Townsend, ed. Chinigchinich: A Revised and Annotated Version of Alfred Robinson's Translation of Father Gerónimo Boscana's Historical Account of the Belief, Usages, Customs and Extravagancies of the Indians of this Mission of San Juan Capistrano Called the Acagchemen Tribe. Santa Ana, CA: Fine Arts Press
- Haas, Lisbeth (1996). Conquests and Historical Identities in California, 1769–1936. [S.l.]: University of California Press. ISBN 978-0-520-20704-2
- Hittell, Theodore H. (1898). History of California, Volume I. San Francisco, CA: N.J. Stone & Company
- Kelsey, Harry (1993). Mission San Juan Capistrano: A Pocket History. Altadena, CA: Interdisciplinary Research, Inc. ISBN 0-9785881-0-X
- Kroeber, Alfred L. (1925). Handbook of the Indians of California. New York, NY: Dover Publications, Inc.
- O'Neil, Stephen (2002). The Acjachemen in the Franciscan Mission System: Demographic Collapse and Social Change (Master's)
- Sparkman, Philip Stedman (1908). «The Culture of the Luiseño Indians». University of California Publications in American Archaeology and Ethnology. 8 (4): 187–234